# Karas stříbřitý
Karas stříbřitý je sladkovodní ryba patřící do čeledi kaprovitých.

## Popis
Vyznačuje se stříbrně-hnědým zbarvením, hřbet má černošedou barvu, stejně jako ocasní a hřbetní ploutev. Boky jsou tmavé, stříbřité nebo nazlátlé, přičemž každá šupina na nich má tmavší okraj. Řitní a párové ploutve jsou světlé. V hřbetní ploutvi obvykle nalezneme 3 až 4 měkké paprsky a 15 až 19 měkkých, v řitní ploutvi jsou 2 až 3 tvrdé a 5 až 6 měkkých. Anální a hřbetní paprsky jsou silně zoubkované. Postranní čára je tvořena 28 až 33 šupinami, v některých případech až 34. Nad a pod postranní čárou se nachází 5 až 7 řad šupin. První žaberní oblouk obsahuje 39 až 50 žaberních tyčinek. Poslední tvrdý paprsek řitní a hřbetní ploutve má 10 až 15 různě velkých zoubků, jejichž délka se zvětšuje k zužujícímu se konci tvrdého paprsku. Vnitřek tělní dutiny je černě pigmentovaný. Na rozdíl od karase obecného má hlubší zářez na ocasní ploutvi a mírně vhloubenou horní linii hřbetní ploutve. Má koncová ústa bez vousků a mírně vypouklá žaberní víčka.  

## Rozšíření
Evropa a Asie: Karas stříbřitý je obvykle považován za původního v oblasti střední Evropy až po Sibiř, případně za zavlečeného do evropských vod z východní Asie. Někteří autoři však tvrdí, že karas stříbřitý není původní ve většině Evropy, s výjimkou dolního toku Dunaje. Jasná a jednoznačná data o jeho původním rozšíření v Evropě nejsou k dispozici z důvodu introdukce, záměny s druhem Carassius auratus a složitými způsoby reprodukce. Chybí v severní části Baltského moře, na Islandu, v Irsku, Skotsku a na ostrovech Středozemního moře. V České republice jsou polyploidní biotypy karase stříbřitého považovány za nepůvodní druh, který se k nám kolem roku 1976 dostal přirozenou migrací z řeky Dunaj. Další z příčin zavlečení tohoto druhu do České republiky byly i nezáměrné introdukce, kdy se do našich vod tenhle druh omylem vysadil s násadou kapra obecného. 

## Potrava
Karas stříbřitý je omnivorní druh, což znamená, že se živí jak rostlinnou, tak živočišnou složkou potravy. Schopností vytrhávat vodní rostliny může negativně ovlivňovat vodní ekosystémy a tok živin. Pokud se tedy vyskytuje v hustých populacích, tak může výrazně snižovat průhlednost vody a zvyšovat zákal, což má negativní dopady na celkové vodní prostředí.

## Ekologie
Karas stříbřitý obývá lentické i lotické prostředí a může se vyskytovat jak ve sladkých, tak i brakických vodách. Karas stříbřitý patří mezi bentopelagické druhy a nejčastěji se vyskytuje v hejnech. Nejčastěji se vyskytuje ve vodách rybničního typu, ale najdeme ho i v řekách s menšími rychlostmi proudění, jezerech, slepých ramenech a vodních nádržích. Jeho vysoká odolnost vůči hypoxii a anoxii z něj často činí jediný druh, který je schopný přežívat v malých vysoce znečištěných a eutrofizovaných vodách. Díky speciální kompenzační reakci hepatocytů je též schopný odolávat teplotním extrémům.

## Rozmnožování
Karas stříbřitý se tře od května do července. Patří mezi fytofilní rybí druhy, neochraňující jikry. Snáší 160 000 až 380 000 jiker v několika dávkách. Tento druh také vyniká schopností asexuálního rozmnožování (pomocí gynogenetické reprodukce), což je jedna z hlavních příčin jeho invazivního chování a nechtěného šíření. Během gynogenetické reprodukce, embrya jsou tvořeny pouze ze samičího genetického materiálu. Vajíčko může být aktivováno jak spermiemi od samců karase stříbřitého, tak i jiných druhů kaprovitých ryb. Během aktivace, jádro spermie nesplývá s jádrem vajíčka (spermie vajíčko pouze aktivuje) a nedochází k syngamii. V důsledku toho vznikají potomci, kteří jsou identičtí kloni původní samice. Tento způsob asexuálního rozmnožování je jedna z hlavních příčin proč je karas stříbřitý tak úspěšný invazivní druh a výrazně tím i negativně ovlivňuje místní původní druhy kaprovitých ryb.  